# Lotta libera ai Giochi della XV Olimpiade - Pesi welter
La competizione della categoria pesi welter (fino a 73 kg) di lotta libera dei Giochi della XV Olimpiade si è svolta dal 20 al 23 luglio 1952 al Töölö Sports Hall di Helsinki.

## Formato
Ad ogni incontro venivano assegnate le seguenti penalità:
- 0 = Al vincitore per schienata
- 1 = Al vincitore per decisione (verdetto di tre giudici)
- 3 = Allo sconfitto

Con cinque penalità o più il lottatore veniva eliminato.
I tre lottatori rimasti disputavano un torneo finale con i risultati acquisiti nel precedenti turni.

## Risultati
| Legenda                                  | Legenda |
| ---------------------------------------- | ------- |
| Lottatore con 5 penalità o più Eliminato |         |

### 1º Turno
Si è disputato il 20 luglio.
| Vincitore             | Pen. | Risultato | Sconfitto             | Pen. |
| --------------------- | ---- | --------- | --------------------- | ---- |
| Per Gunnar Berlin     | 1    | 3:0       | Daniel Hauser         | 3    |
| Anton Mackowiak       | 1    | 3:0       | Arvedo Cecchini       | 3    |
| Alberto Longarella    | 1    | 2:1       | Nick Mohammed         | 3    |
| William Smith         | 0    | Schienata | Antonio Rosado        | 3    |
| Cyril Martin          | 1    | 3:0       | Vladislav Sekal       | 3    |
| Mohamed Hassan Moussa | 0    | Schienata | Jos De Jong           | 3    |
| Tsugio Yamazaki       | 1    | 2:1       | Jean-Baptiste Leclerc | 3    |
| Bevan Scott           | 1    | 3:0       | Donald Irvine         | 3    |
| Mehmet Ali Islioğlu   | 1    | 2:1       | Vasyl Rybalko         | 3    |
| Abdollah Mojtabavi    | 1    | 2:1       | Aleksanteri Keisala   | 3    |

### 2º Turno
Si è disputato il 21 luglio.
| Vincitore             | Pen. | Risultato | Sconfitto             | Pen. |
| --------------------- | ---- | --------- | --------------------- | ---- |
| Anton Mackowiak       | 2    | 3:0       | Daniel Hauser         | 6    |
| Per Gunnar Berlin     | 1    | Schienata | Arvedo Cecchini       | 6    |
| William Smith         | 1    | 3:0       | Nick Mohammed         | 6    |
| Alberto Longarella    | 1    | Schienata | Antonio Rosado        | 6    |
| Vladislav Sekal       | 3    | Schienata | Jos De Jong           | 6    |
| Mohamed Hassan Moussa | 0    | Schienata | Cyril Martin          | 4    |
| Tsugio Yamazaki       | 2    | 3:0       | Donald Irvine         | 6    |
| Bevan Scott           | 2    | 2:1       | Jean-Baptiste Leclerc | 6    |
| Abdollah Mojtabavi    | 2    | 2:1       | Vasyl Rybalko         | 6    |
| Aleksanteri Keisala   | 4    | 2:1       | Mehmet Ali Islioğlu   | 4    |

### 3º Turno
Si è disputato il 22 luglio.
| Vincitore           | Pen. | Risultato | Sconfitto             | Pen. |
| ------------------- | ---- | --------- | --------------------- | ---- |
| Per Gunnar Berlin   | 2    | 3:0       | Anton Mackowiak       | 5    |
| William Smith       | 2    | 3:0       | Alberto Longarella    | 4    |
| Vladislav Sekal     | 3    | Schienata | Mohamed Hassan Moussa | 3    |
| Tsugio Yamazaki     | 3    | 2:1       | Cyril Martin          | 7    |
| Mehmet Ali Islioğlu | 5    | 3:0       | Jean-Baptiste Leclerc | 9    |
| Abdollah Mojtabavi  | 3    | 3:0       | Bevan Scott           | 5    |
| Aleksanteri Keisala | 4    | Esentato  |                       |      |

### 4º Turno
Si è disputato il 22 luglio.
| Vincitore          | Pen. | Risultato | Sconfitto             | Pen. |
| ------------------ | ---- | --------- | --------------------- | ---- |
| Per Gunnar Berlin  | 3    | 3:0       | Aleksanteri Keisala   | 7    |
| Alberto Longarella | 5    | 2:1       | Vladislav Sekal       | 6    |
| William Smith      | 2    | Schienata | Mohamed Hassan Moussa | 6    |
| Abdollah Mojtabavi | 4    | 3:0       | Tsugio Yamazaki       | 6    |

### Turno finale
Si è disputato il 23 luglio.
| Vincitore          | Pen. | Risultato | Sconfitto          | Pen. |
| ------------------ | ---- | --------- | ------------------ | ---- |
| Per Gunnar Berlin  |      | 3:0       | William Smith      |      |
| Abdollah Mojtabavi |      | 3:0       | Per Gunnar Berlin  |      |
| William Smith      |      | 3:0       | Abdollah Mojtabavi |      |

## Classifica finale
| Pos.    | Atleta                | Nazione          | V.S. |
| ------- | --------------------- | ---------------- | ---- |
| Oro     | William Smith         | Stati Uniti      | 1-1  |
| Argento | Per Gunnar Berlin     | Svezia           | 1-1  |
| Bronzo  | Abdollah Mojtabavi    | Iran             | 1-1  |
| 4       | Alberto Longarella    | Argentina        |      |
| 5       | Vladislav Sekal       | Cecoslovacchia   |      |
| 5       | Mohamed Hassan Moussa | Egitto           |      |
| 5       | Tsugio Yamazaki       | Giappone         |      |
| 8       | Aleksanteri Keisala   | Finlandia        |      |
| 9       | Mehmet Ali Islioğlu   | Turchia          |      |
| 10      | Bevan Scott           | Australia        |      |
| 10      | Anton Mackowiak       | Germania         |      |
| 12      | Cyril Martin          | Sudafrica        |      |
| 13      | Jean-Baptiste Leclerc | Francia          |      |
| 14      | Vasyl Rybalko         | Unione Sovietica |      |
| 15      | Nick Mohammed         | Canada           |      |
| 16      | Jos De Jong           | Belgio           |      |
| 16      | Donald Irvine         | Gran Bretagna    |      |
| 16      | Arvedo Cecchini       | Italia           |      |
| 16      | Antonio Rosado        | Messico          |      |
| 16      | Daniel Hauser         | Svizzera         |      |